# Crash Talk
Albums de Schoolboy Q
Blank Face LP
(2016)
Singles
1. Numb Numb Juice
Sortie : 14 mars 2019
2. CHopstix
Sortie : 8 avril 2019

CrasH Talk est le cinquième album studio du rappeur américain ScHoolboy Q, sorti le 26 avril 2019.

## Historique
En septembre 2018, alors que l'album est censé sortir, Schoolboy Q décale sa sortie en raison du décès de son proche ami, le rappeur Mac Miller.

## Réception
Crash Talk reçoit un accueil mitigé dans la presse. Sur le site Metacritic, il obtient le score de 69/100, basé sur sept critiques.
Dans une critique positive, Kyann-Sian Williams du New Musical Express avance que ScHoolboy Q est un « rappeur socialement conscient, mais cela n'empêche pas Q de se vanter de son succès ». Elle clôt son analyse en affirmant : « Le tempo plus lent de l’album ne sera pas pour tout le monde : si vous êtes sensations fortes, sans substance, alors peut-être que cet album n’est pas pour vous. Mais vous devez respecter l’engagement de ScHoolboy Q de nous montrer une vision différente de la vie et d’explorer de nombreuses émotions. Introspectif - oui, mais il y a des titres pour l'été ».

## Liste des pistes
| 1.    | Gang Gang                        | DJ Fu, J-Bo                    | 2:15 |
| 2.    | Tales                            | DJ Dahi, Jake One, G Koop      | 2:53 |
| 3.    | CHopstix (feat. Travis Scott)    | DJ Dahi                        | 3:00 |
| 4.    | Numb Numb Juice                  | Carter, DJ FuNez, Rio          | 1:47 |
| 5.    | Drunk (feat. 6lack)              | Sounwave, DJ Dahi              | 3:22 |
| 6.    | Lies (feat. Ty Dolla Sign et YG) | Sounwave, Carter               | 2:51 |
| 7.    | 5200                             | Sounwave, Illmind              | 3:31 |
| 8.    | Black Folk                       | DJ Dahi, Jake One              | 2:27 |
| 9.    | Floating (feat. 21 Savage)       | Cardo, Juliano                 | 3:06 |
| 10.   | Dangerous (feat. Kid Cudi)       | DJ Dahi                        | 2:30 |
| 11.   | Die Wit Em                       | Cardo, Juliano, Yung Exclusive | 3:09 |
| 12.   | Crash                            | Boi-1da                        | 2:41 |
| 13.   | Water (feat. Lil Baby)           | Cardo, Juliano                 | 2:42 |
| 14.   | Attention                        | Nez, Rio                       | 3:21 |
| 39:45 |                                  |                                |      |

Notes
- Gang Gang comprend des vocales additionnelles de Zacari.
- Drunk comprend des vocales additionnelles de Kendrick Lamar et Kid Cudi.
- 5200 comprend des vocales additionnelles de Kendrick Lamar.
- Water comprend des vocales additionnelles de Cardo.
- CrasH contient un sample de Boom de Royce da 5'9", produit par DJ Premier.

## Classements hebdomadaires
| Classement (2019)                   | Meilleure position |
| ----------------------------------- | ------------------ |
| Allemagne (Media Control AG)        | 47                 |
| Autriche (Ö3 Austria Top 40)        | 29                 |
| Australie (ARIA)                    | 11                 |
| Belgique (Flandre Ultratop)         | 17                 |
| Belgique (Wallonie Ultratop)        | 62                 |
| Canada (Canadian Albums Chart)      | 5                  |
| Danemark (Tracklisten)              | 18                 |
| États-Unis (Billboard 200)          | 3                  |
| États-Unis (Top R&B/Hip-Hop Albums) | 1                  |
| États-Unis (Top Rap Albums)         | 1                  |
| Finlande (Suomen virallinen lista)  | 17                 |
| France (SNEP)                       | 50                 |
| France (SNEP Téléchargement)        | 14                 |
| Irlande (IRMA)                      | 22                 |
| Italie (FIMI)                       | 91                 |
| Nouvelle-Zélande (RIANZ)            | 6                  |
| Norvège (VG-lista)                  | 5                  |
| Pays-Bas (Mega Album Top 100)       | 14                 |
| Royaume-Uni (UK Albums Chart)       | 27                 |
| Suède (Sverigetopplistan)           | 27                 |
| Suisse (Schweizer Hitparade)        | 17                 |